# Peter Brezovan

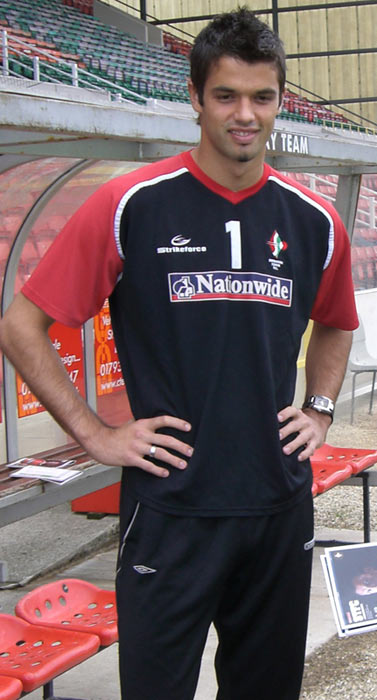
Peter Brezovan

Peter Brezovan (* 9. prosince 1979, Bratislava, Československo) je slovenský fotbalový brankář, který od září 2014 působí v anglickém klubu Tranmere Rovers FC.

## Klubová kariéra
Dříve působil i v České republice, konkrétně v týmech TJ Slovan Břeclav (podzim 2000), 1. HFK Olomouc (jaro – podzim 2001) a FC Zbrojovka Brno (jaro 2002 – 2006). Na podzim 2004 byl na hostování v Interu Bratislava. Ke 12. červenci 2006 odešel na hostování do Swindon Townu, k 1. červenci 2007 tamtéž přestoupil. V roce 2009 přestoupil do Brighton & Hove Albion. V srpnu 2014 posílil anglický čtvrtoligový klub Portsmouth FC, kde strávil necelé dva týdny. V poslední den letního přestupového okna 2014 odešel do Tranmere Rovers FC, který hrál také 4. anglickou ligu League Two.